# Список видов, занесённых в Красную книгу природы Ленинградской области
Список видов, занесённых в Красную книгу природы Ленинградской области, изданную в 1992—2002 годах. Список приведён в соответствие со вторым (растения) и третьим (животные) томами. Всего 1086 таксонов, в том числе 558 животных (120 позвоночных и 438 беспозвоночных) и 528 растений (201 сосудистое растение, 56 мохообразных, 71 водоросль) 49 лишайников и 151 гриб.

## Животные

### Позвоночные

#### Круглоротые
- Морская минога

#### Костные рыбы
- Белоглазка
- Обыкновенный жерех
- Горчак
- Волховский сиг (лат. Coregonus lavaretus baeri)
- Свирский сиг (лат. Coregonus lavaretus baeri natio swirensis)
- Кумжа
- Лосось озерный (лат. Salmo salar morpha sebago)
- Палия (лат. Salvelinus lepechini)
- Обыкновенный подкаменщик (лат. Cottus gobio)
- Финта (лат. Alosa fallax fallax)
- Сом обыкновенный

#### Рептилии
- Обыкновенный уж

#### Млекопитающие
- Росомаха
- Речная выдра
- Европейская норка
- Обыкновенная летяга
- Чёрная крыса
- Садовая соня
- Подземная полёвка (лат. Microtus subterraneus)
- Полёвка-экономка
- Европейская косуля
- Ночница Наттерера
- Прудовая ночница
- Усатая ночница
- Водяная ночница
- Рыжая вечерница
- Двуцветный кожан
- Крошечная бурозубка
- Кольчатая нерпа
- Серый тюлень

#### Птицы
- Филин
- Болотная сова
- Бородатая неясыть
- Ястребиная сова
- Коростель
- Водяной пастушок
- Чёрный аист
- Белый аист
- Выпь
- Волчок
- Клинтух
- Горлица
- Сизоворонка
- Голубой зимородок
- Скопа
- Кречет
- Сапсан
- Кобчик
- Пустельга
- Орлан-белохвост
- Полевой лунь
- Луговой лунь
- Беркут
- Большой подорлик
- Малый подорлик
- Чёрный коршун
- Змееяд
- Чернозобая гагара
- Краснозобая гагара
- Оляпка
- Полевой конёк
- Варакушка
- Бормотушка
- Сверчок
- Ястребиная славка
- Князек
- Ремез
- Усатая синица
- Серый сорокопут
- Канареечный вьюрок
- Дубровник
- Садовая овсянка
- Кукша
- Кедровка
- Лесной жаворонок
- Белоспинный дятел
- Трёхпалый дятел
- Седой дятел
- Зелёный дятел
- Красношейная поганка
- Серощёкая поганка
- Малая поганка
- Перепел
- Белая куропатка
- Серая куропатка
- Кулик-сорока
- Чернозобик
- Дупель
- Большой веретенник
- Гаршнеп
- Большой кроншнеп
- Средний кроншнеп
- Турухтан
- Поручейник
- Мородунка (лат. Xenus cinereus)
- Галстучник
- Золотистая ржанка
- Чистик
- Гагарка
- Малая крачка
- Полярная крачка
- Чеграва
- Чёрная казарка
- Шилохвость
- Серая утка
- Пискулька
- Серый гусь
- Белоглазый нырок
- Тундряной лебедь
- Лебедь-кликун
- Сибирская гага
- Обыкновенная гага
- Пеганка
- Луток

#### Амфибии
- Тритон гребенчатый
- Чесночница обыкновенная

### Беспозвоночные

#### Моллюски
- Жемчужница североевропейская (лат. Margaritifera borealis)
- Жемчужница удлиненная (лат. Margaritifera elongata)
- Жемчужница жемчугоносная
- Acicula polita
- Катушка килеватая (лат. Planorbis carinatus)
- Мердигера темная (лат. Merdigera obscura)
- Арианта древесная (лат. Arianta arbustorum)
- Цепея садовая (лат. Cepaea hortensis)
- Perforatella bidentata
- Euomphalia strigella
- Прудовик заостренный (лат. Lymnaea (Peregriana) mucronata)
- Прудовик Дюпюи (лат. Lymnaea (Myxas) dupuyi)
- Прудовик булавовидный (лат. Lymnaea (Omphiscola) clavata)
- Прудовик Мабийе (лат. Lymnaea (Myxas) mabillei)
- Прудовик Дориа (лат. Lymnaea (Lymnaea) doriana)
- Vertigo pusilla
- Vertigo substriata
- Vertilla angustior
- Oxychilus cellaris
- Aegopinella pura
- Эгопинелла блестящая (лат. Aegopinella nitidula)
- Большой чёрный слизень
- Контектиана финская (лат. Contectiana (Kobeltipaludina) fennica)
- Контектиана ладожская (лат. Contectiana (Kobeltipaludina) ladogensis)

#### Кольчатые черви
- Наис Бенинга (лат. Nais behningi)
- Амфихета Лейдига (лат. Amphichaeta leydigi)
- Pristinella menoni
- Вейдовскиелла крупнощетинковая (лат. Vejdovskyella macrochaeta)
- Haemonais waldvogeli
- Потамотрикс Хеушера (лат. Potamothrix heuscheri)
- Alexandrovia ringulata
- Аулодрилус японский (лат. Aulodrilus japonicus)
- Bothrioneurum vejdovskyanum
- Peipsidrilus pusillus
- Rhyacodrilus falciformis
- Эмболоцефалус велютинус (лат. Embolocephalus velutinus)
- Пропаппус Волка (лат. Propappus volki)
- Stylodrilus brachystylus
- Stylodrilus heringianus

#### Членистоногие
- Мизида реликтовая (лат. Mysis relicta)
- Бокоплав-кузнечик (лат. Gammarus lacustris)
- Бокоплав Палласа (лат. Pallasiola quadrispinosa)
- Монопорея родственная (лат. Monoporeia affinis)
- Калянус озерный (лат. Limnocalanus macrurus)
- Широкопалый рак
- Темностома осовидная (лат. Temnostoma vespiforme)
- Темностома шмелевидная (лат. Temnostoma bombylans)
- Волюцелла воздушная (лат. Volucella inanis)
- Спиломия гигантская (лат. Spilomyia maxima)
- Спиломия глазастая (лат. Spilomyia diophthalma)
- Хаммершмидтия ингрийская (лат. Hammerschmidtia ingrica)
- Дорос сетчатый (лат. Doros profuges)
- Криорина лютиковая (лат. Criorhina ranunculi)
- Хейлозия ингрийская (лат. Cheilosia ingrica)
- Rhingia rostrata
- Sphegina clunipes
- Сфегина элегантная (лат. Sphegina elegans)
- Осовидка пятнистая (лат. Xylomyia maculata)
- Осовидка Чекановского (лат. Xylomyia czekanovskii)
- Cliorismia ardea
- Ксилофагус Юнка (лат. Xylophagus junki)
- Ксилофагус чёрный (лат. Xylophagus ater)
- Ценомия ржавая (лат. Coenomyia ferruginea)
- Dasyhelea lugensis
- Миопа горбатая (лат. Myopa dorsalis)
- Myopa occulta
- Myopa polystigma
- Далманния пунктированная (лат. Dalmannia punctata)
- Большеголовка тощая (лат. Conops strigatus)
- Длинноножка канавная (лат. Pedicia rivosa)
- Хионея желтая (лат. Chionea lutescens)
- Chionea araneoides
- Лохматка-привидение (лат. Villa occulta)
- Жужжало малое (лат. Bombylius minor)
- Печальница изменчивая (лат. Anthrax varius)
- Печальница угольная (лат. Anthrax anthrax)
- Акроцера северная (лат. Acrocera borealis)
- Choerades marginata
- Choerades fuliginoza
- Leptarthrus brevirostris
- Андреновидка черная (лат. Andrenosoma atra)
- Андреновидка белобородая (лат. Andrenosoma albibarbe)
- Ктырь шершневидный (лат. Asilus crabroniformis)
- Cyrtopogon luteicornis
- Лафрия горбатая (лат. Laphria gibbosa)
- Ибисовая муха (лат. Atherix ibis)
- Rhyparochromus phoeniceus
- Ранатра палочковидная (лат. Ranatra linearis)
- Краеглазка эгерия
- Сенница болотная
- Сенница геро (лат. Coenonympha hero)
- Чернушка эмбла (лат. Erebia embla)
- Крупноглазка
- Бархатница ютта (лат. Oeneis jutta)
- Шмелевидка скабиозовая
- Шмелевидка жимолостевая
- Бражник осиновый
- Бражник слепой (лат. Smerinthus caecus)
- Бражник сиреневый
- Пестрянка таволговая
- Пестрянка скабиозовая (лат. Zygaena osterodensis)
- Серпокрылка изогнутая (лат. Drepana curvatula)
- Павлиний глаз ночной малый
- Тонкопряд хмелевый малый (лат. Korscheltellus lupulinus)
- Тонкопряд украшенный (лат. Gazorycta ganna)
- Желтушка торфяниковая
- Белянка резедовая (лат. Pontia edusa)
- Махаон
- Мнемозина
- Аполлон
- Гарпия белая (лат. Cerura erminea)
- Кисточница нелюдимая (лат. Pygaera timon)
- Хохлатка-шелкопряд берёзовая (лат. Pheosia gnoma)
- Вилохвост буковый (лат. Stauropus fagi)
- Ipimorpha contusa
- Совка осенняя зёленая (лат. Griposia aprilina)
- Стрельчатка малая (лат. Acronicta strigosa)
- Стрельчатка вахтовая (лат. Acronicta menyanthidis)
- Abromias sublustris
- Совка финская (лат. Actebia fennica)
- Совка земляная зелёная (лат. Actebia praecox)
- Совка зверобойная бурая (лат. Actinotia polyodon)
- Совка пухоногая жёлто-красная (лат. Agrochola helvola)
- Совка вересковая пёстрая (лат. Anarta myrtilli)
- Совка полевая иллирийская (лат. Apamea illyria)
- Совка стеблевая толстая (лат. Apamea scolopacina)
- Apamea unanimis
- Archanara dissoluta
- Совка травянистая (лат. Calamia tridens)
- Усатка красно-зелёная (лат. Phytometra viridaria)
- Mniotype bathensis
- Совка полосатая буроватая (лат. Mythimna pudorina)
- Совка пастбищная (лат. Pabulatrix pabulatricula)
- Совка ясколковая (лат. Panemeria tenebrata)
- Совка сизая (лат. Papestra biren)
- Совка тростниковая малая (лат. Arenostola phragmitidis)
- Совка рогозовая малая (лат. Phragmatiphila nexa)
- Совка коровая болотная (с лат. — «Совка коровая болотная»)
- Совка тростниковая большая (лат. Rhizedra lutosa)
- Совка узкокрылая (лат. Senta flammea)
- Металловидка микрогамма (лат. Syngrapha microgamma)
- Совка гречишная (лат. Trachea atriplicis)
- Совка рябиновая (лат. Trichosea ludifica)
- Совка земляная шестиполосая (лат. Xestia sexstrigata)
- Совка земляная каштановая (лат. Xestia castanea)
- Совка земляная еловая (лат. Xestia sincera)
- Совка земляная зеленовато-серая (лат. Xestia speciosa)
- Photedes captiunculus
- Совка полевая жёлто-белая (лат. Eremobia ochroleuca)
- Совка тростниковая жёлтая (лат. Capsula algae)
- Орденская лента малиновая
- Орденская лента голубая
- Орденская лента малая красная (лат. Catocala promissa)
- Орденская лента жёлтая (лат. Catocala fulminea)
- Совка плоскотелая жёлтая (лат. Conistra rubiginea)
- Cosmia affinis
- Совка бирючинная (лат. Craniophora ligustri)
- Совка колосняковая желтоватая (лат. Longalatedes elymi)
- Совка зонтичная (лат. Dasypolia templi)
- Совка колосняковая красноватая (лат. Litoligia literosa)
- Совка земляная фиолетово-коричневая (лат. Euxoa recussa)
- Совка исландская (лат. Euxoa ochrogaster)
- Hillia iris
- Совка горная (лат. Lasionycta imbecilla)
- Lasionycta proxima
- Совка злаковая буровато-серая (лат. Lateroligia ophiogramma)
- Athetis pallustris
- Капюшонница золотарниковая (лат. Cucullia gnaphalii)
- Шерстолапка еловая (лат. Calliteara abietis)
- Кистехвост вересковый (лат. Orgyia antiquoides)
- Кистехвост пятнистый (лат. Orgyia recens)
- Хвостатка сливовая (лат. Nordmannia pruni)
- Червонец непарный
- Червонец альцифрон (лат. Thersamonolycaena alciphron)
- Голубянка алексис (лат. Glaucopsyche alexis)
- Lycaena helle
- Хвостатка березовая (лат. Thecla betulae)
- Голубянка дамон (лат. Agrodiaetus damon)
- Пятнашка арион
- Салатный шелкопряд терновниковый (лат. Lemonia dumi)
- Салатный шелкопряд одуванчиковый (лат. Lemonia taraxaci)
- Толстоголовка запятая (лат. Hesperia comma)
- Толстоголовка морфей (лат. Heteropterus morpheus)
- Pyrgus alveus
- Толстоголовка лапчатковая (лат. Pyrgus serratulae)
- Selidosema brunnearium
- Пяденица тупоугольная зеленая (лат. Thalera fimbrialis)
- Пяденица можжевельниковая (лат. Thera juniperata)
- Пяденица изумрудная (лат. Thetidia smaragdaria)
- Trichopteryx polycommata
- Rheumaptera subhastata
- Anticlea derivata
- Acasis viretata
- Пяденица лопастая зелёно-серая (лат. Acasis appensata)
- Scopula caricaria
- Пяденица украшенная
- Scopula incanata
- Пяденица малая прекрасная (лат. Scopula decorata)
- Пяденица сиреневая (лат. Apeira syringaria)
- Lycia lapponaria
- Hemithea aestivaria
- Пяденица струйчатая ломоносовая (лат. Horisme vitalbata)
- Horisme tersata
- Hydria cervinalis
- Idaea muricata
- Lampropteryx otregiata
- Alcis bastelbergeri
- Пяденица дымчатая (лат. Alcis jubata)
- Lomaspilis opis
- Пяденица цветочная сетчатая (лат. Eupithecia venosata)
- Eupithecia valerianata
- Eupithecia tripunctaria
- Eupithecia selinata
- Eupithecia millefoliata
- Eupithecia pygmaeata
- Eupithecia inturbata
- Пяденица цветочная грязно-бурая (лат. Eupithecia immundata)
- Пяденица цветочная Гренблома (лат. Eupithecia groenblomi)
- Eupithecia gelidata
- Eupithecia expallidata
- Eupithecia denotata
- Eupithecia actaeata
- Eupithecia pimpinellata
- Пяденица прогалинная (лат. Malacodea regelaria)
- Пяденица полосатая (лат. Narraga fasciolaria)
- Пяденица бузиновая (лат. Ourapteryx sambucaria)
- Perizoma hydratum
- Perizoma bifaciatum
- Philereme vetulata
- Lithina cholorosata
- Пяденица кольчатая кленовая (лат. Cyclophora annularia)
- Aplocera praeformata
- Пяденица беспятнистая жёлтая (лат. Aspitates gilvaria)
- Asthena albulata
- Пяденица траурная (лат. Baptria tibiale)
- Catarhoe rubidata
- Charissa obscurata
- Gnophos obfuscatus
- Colostygia aptata
- Gagitodes sagittata
- Discoloxia blomeri
- Пяденица тёмная (лат. Dysstroma infuscata)
- Пяденица угловатая затемнённая (лат. Ennomos fuscantarius)
- Пяденица угловатая берёзовая (лат. Ennomos erosaria)
- Epirrhoe hastulata
- Epirrhoe tartuensis
- Пяденица двухугловатая (лат. Euphyia biangulata)
- Rhodostrophia vibicaria
- Coenocaple lapidata
- Медведица-госпожа
- Медведица придворная (лат. Hyphoraia aulica)
- Лишайница мышиная (лат. Pelosia muscerda)
- Тумата поздняя
- Pachytelia vilosella
- Phalacropterix graslinella
- Коконопряд дуболистный
- Коконопряд молочайный (лат. Malacosoma castrensis)
- Карликовый шелкопряд карельский (лат. Nola karelica)
- Перламутровка чертополоховая (лат. Issoria lathonia)
- Шашечница Феба
- Шашечница Диамина
- Шашечница Авриния
- Переливница большая
- Переливница обыкновенная
- Перламутровка диа (лат. Clossiana dia)
- Перламутровка фригийская (лат. Clossiana frigga)
- Перламутровка титания (лат. Clossiana titania)
- Перламутровка лаодика (лат. Argynnis laodice)
- Ледничник Вествуда (лат. Boreus westwoodi)
- Скорпионница германская (лат. Panorpa germanica)
- Скорпионница гибридная (лат. Panorpa hybrida)
- Panorpa cognata
- Вислокрылка Дороховой (лат. Sialis dorochovae)
- Вислокрылка чёрная (лат. Sialis fuliginosa)
- Вислокрылка траурная (лат. Sialis sordida)
- Серпокрыл обыкновенный (лат. Drepanepteryx phalaenoides)
- Псектра двукрылая (лат. Psectra diptera)
- Wesmaelius subnebulosus
- Chrysopa walkeri
- Златоглазка медлительная белополосая (лат. Cunctochrysa albolineata)
- Муравьиный лев северный (лат. Myrmeleon bore)
- Обыкновенный муравьиный лев (лат. Myrmeleon formicarius)
- Сизира тёмная (лат. Sisyra fuscata)
- Sisyra jutlandica
- Осмил желтоголовый (лат. Osmilus fulvicephalus)
- Цикада горная (лат. Cicadetta montana)
- Sericostoma personatum
- Rhyacophila obliterata
- Плектрокнемия слитная (лат. Plectrocnemia conjuncta)
- Polycentropus irroratus
- Hagenella clathrata
- Ручейник бабочковидный (лат. Semblis phalaenoides)
- Sembiis atrata
- Hydroptila cornuta
- Stactobiella ulmeri
- Tricholeiochiton fagesii
- Allotrichia pallicornis
- Oxyethira sagittifera
- Agraylea cognatella
- Потоколюб горный (лат. Philopotamus montanus)
- Потоколюб черноватый (лат. Wormaldia subnigra)
- Odontocerum albicorne
- Molanna submarginalis
- Limnephilus externus
- Limnephilus dispar
- Limnephilus fuscinervis
- Limnephilus germanus
- Limnephilus sericeus
- Limnephilus algosus
- Annitella obscurata
- Ручейник зимний (лат. Chilostigma sieboldi)
- Grammotaulius nitidus
- Lenarchus bicornis
- Crunoecia irrorata
- Чешуерот европейский (лат. Lasiocephala basalis)
- Hydropsyche siltalai
- Агапет рыжеватый (лат. Agapetus ochripes)
- Глоссосома весенняя (лат. Glossosoma boltoni)
- Микразема чёрная (лат. Micrasema setiferum)
- Apatania zonella
- Apatania majuscula
- Апатания женственная (лат. Apatania muliebris)
- Апатания ижорская (лат. Apatania vepsica)
- Apatania wallengreni
- Triaenodes reuteri
- Triaenodes simulans
- Triaenodes detruncatus
- Triaenodes unanimis
- Тонкоус балтийский (лат. Erotesis baltica)
- Oecetis tripunctata
- Верблюдка-иноцелия
- Isoptena serricornis
- Isoperla difformis
- Тонкоусый прыгунчик (лат. Tetrix tenuicornis)
- Тетрикс волнистый (лат. Tetrix undulata)
- Скачок степной (лат. Medecticus montana)
- Кузнечик певчий (лат. Tettigonia cantans)
- Мечник короткокрылый (лат. Conocephalus dorsalis)
- Кобылка голубокрылая (лат. Oedipoda coerulescens)
- Пустынница голубокрылая (лат. Sphingonotus coerulans)
- Трескучая огнёвка (лат. Psophus stridulus)
- Ширококрылая трещотка
- Ширококрыл смолистый
- Златка восьмипятнистая (лат. Buprestis octoguttata)
- Златка бронзовая (лат. Dicerca moesta)
- Златка синяя (лат. Melanophila cyanea)
- Бегунчик влаголюбивый (лат. Bembidion humerale)
- Bembidion nigricorne
- Жужелица блестящая (лат. Carabus nitens)
- Жужелица фиолетовая (лат. Carabus violaceus)
- Жужелица-прокруст (лат. Carabus coriaceus)
- Жужелица золотистоямчатая (лат. Carabus clathratus)
- Жужелица Менетрие
- Слизнеед ребристый (лат. Chlaenius costulatus)
- Слизнеед морщинистый (лат. Chlaenius sulcicollis)
- Скакун лесной
- Скакун приморский
- Циминдис пятнистый (лат. Cymindis macularis)
- Лебия синеголовая (лат. Lebia cyanocephala)
- Быстряк Богеманна (лат. Sericcoda bogemannii)
- Быстряк четырёхточечный (лат. Sericoda quadripunctatum)
- Сфодрус (лат. Sphodrus leucophthalmus)
- Дровосек косматогрудый
- Лептура бородатая (лат. Leptura pubescens)
- Лептура красногрудая
- Усач мускусный
- Неполнокрыл большой
- Дровосек-кожевник
- Скрипун продырявленный
- Усач меридиональный
- Странгалия незатейливая (лат. Strangalia attenuata)
- Усач серый
- Сильванус однозубый (лат. Silvanus unidentatus)
- Долгопят малый
- Прыгун беленовый (лат. Psylliodes hyoscyami)
- Радужница шерсистая (лат. Donacia tomentosa)
- Радужница финская
- Скрытноглав сердцевидный
- Aphodius bimaculatus
- Aphodius subterraneus
- Бронзовка мраморная
- Odontoeus armiger
- Калоед короткорогий (лат. Onthophagus nuchicornis)
- Жук-носорог
- Восковик-отшельник
- Карапузик-крошка (лат. Acritus minutus)
- Карапузик заштрихованный (лат. Hister bissexstriatus)
- Карапузик-плоскушка осиновый (лат. Hololepta plana)
- Саприн неопрятный (лат. Saprinus immundus)
- Скосарь морщинистый
- Otiorhynchus porcatus
- Ильник двуполосый (лат. Rhantus bistriatus)
- Плавунец широкий
- Щелкун рыжеющий (лат. Ampedus erythrogonus)
- Водолюб большой чёрный (лат. Hydrophilus piceus)
- Орхезия перевязанная (лат. Orchesia fasciata)
- Тенелюб рыжеусый (лат. Phryganophilus ruficollis)
- Тенелюб чёрный (лат. Melandrya dubia)
- Майка короткоусая (лат. Meloe brevicollis)
- Майка обыкновенная
- Майка синяя (лат. Meloe violaceus)
- Грибоед желтоусый (лат. Mycetophagus fulvicollis)
- Узконадкрыл гладкий (лат. Ditylus laevis)
- Трухляк колвенсис
- Щелелюб морщинистый (лат. Bothrideres contractus)
- Стенус лесной (лат. Stenus sylvester)
- Медляк-вещатель (лат. Blaps mortisaga)
- Щитовидка гигантская (лат. Peltis grossa)
- Сациум-крошка (лат. Sacium pusillum)
- Рогач синий
- Рогач однорогий
- Leucorrhinia albifrons
- Дедка рогатый (лат. Ophiogomphus cecilia)
- Ischnura elegans
- Стрелка вооружённая (лат. Coenagrion armatum)
- Стрекоза двупятнистая (лат. Epitheca bimaculata)
- Булавобрюх кольчатый (лат. Cordulegaster annulatus)
- Красотка блестящая
- Красотка-девушка
- Коромысло арктическое (лат. Aeschna subarctica)
- Коромысло зелёное (лат. Aeschna viridis)
- Дозорщик-повелитель
- Крестовик лесной (лат. Nuctenea silvicultrix)
- Паук серебрянка
- Pirata knorri
- Болотный паук (лат. Pardosa paludicola)
- Алопекоза Шмидта (лат. Alopecosa schmidti)
- Alopecosa accentuata
- Aulonia albimana
- Nesticus cellulans
- Каемчатый охотник (лат. Dolomedes plantarius)
- Dolomedes fimbriatus
- Xysticus robustus
- Xysticus sabulosus
- Агелена лабиринтовая (лат. Agelena labyrinthica)
- Circurina cicurea

## Растения

### Сосудистые растения

#### Папоротники
- Гроздовник ланцетный (лат. Botrychium lanceolatum)
- Гроздовник ромашколистный (лат. Botrychium matricariifolium)
- Гроздовник простой (лат. Botrychium simplex)
- Гроздовник виргинский
- Многорядник шиповатый (лат. Polystichum aculeatum)
- Многорядник Брауна
- Орлячок сибирский (лат. Diplazium sibiricum)
- Голокучник обыкновенный
- Корневищник судетский (лат. Rhizomatopteris sudetica)
- Вудсия обыкновенная (лат. Woodsia ilvensis)
- Костенец волосовидный
- Костенец северный

#### Покрытосеменные
- Берёза низкая
- Зубчатка клубеньковая (лат. Dentaria bulbifera)
- Сердечник жестковолосистый (лат. Cardamine hirsuta)
- Сердечник мелкоцветный
- Ложечница датская (лат. Cochlearia danica)
- Вайда красильная
- Вайда полевая (лат. Isatis campestris)
- Катран приморский
- Лунник оживающий
- Солнцецвет монетолистный (лат. Helianthemum nummularium)
- Незабудка ветвистая (лат. Myosotis ramosissima)
- Воробейник лекарственный (лат. Lithospermum officinale)
- Колокольчик болонский (лат. Campanula boloniensis)
- Кольник шаровидный (лат. Phyteuma orbiculare)
- Лобелия Дортмана
- Фиалка Селькирка (лат. Viola selkirkii)
- Фиалка коротковолосистая (лат. Viola hirta)
- Фиалка топяная (лат. Viola uliginosa)
- Гвоздика песчаная (лат. Dianthus arenarius)
- Пустынница высокая (лат. Eremogone saxatilis)
- Пустынница мелкожелезистая (лат. Eremogone micradenia)
- Качим пучковатый (лат. Gypsophila fastigiata)
- Мерингия бокоцветная (лат. Moehringia lateriflora)
- Смолка альпийская (лат. Steris alpina)
- Смолёвка зелёноцветковая (лат. Silene chlorantha)
- Смолёвка скальная
- Смолёвка татарская (лат. Silene tatarica)
- Жирянка обыкновенная
- Заразиха Бартлинга (лат. Orobanche bartlingii)
- Заразиха бледноцветковая (лат. Orobanche pallidiflora)
- Прибрежница одноцветковая (лат. Littorella uniflora)
- Петров крест чешуйчатый
- Марьянник гребенчатый
- Мытник скипетровидный (лат. Pedicularis sceptrum-carolinum)
- Остролодочник волосистый (лат. Oxytropis pilosa)
- Остролодочник грязноватый (лат. Oxytropis sordida)
- Астрагал песчаный
- Астрагал датский (лат. Astragalus danicus)
- Астрагал субарктический (лат. Astragalus subpolaris)
- Эспарцет песчаный (лат. Onobrychis arenaria)
- Чина гороховидная
- Чина гладкая (лат. Lathyrus laevigatus)
- Чина льнолистная (лат. Lathyrus linifolius)
- Армерия обыкновенная (лат. Armeria vulgaris)
- Жимолость голубая
- Валериана двудомная (лат. Valeriana dioica)
- Альдрованда пузырчатая
- Росянка промежуточная
- Водяника обоеполая (лат. Empetrum hermaphroditum)
- Подмаренник герцинский (лат. Galium hercynicum)
- Подмаренник промежуточный (лат. Galium intermedium)
- Подмаренник низкий (лат. Galium pumilum)
- Золототысячник приморский (лат. Centaurium littorale)
- Золототысячник обыкновенный
- Золототысячник красивый (лат. Centaurium pulchellum)
- Горечавка ластовневая (лат. Gentiana cruciata)

### МохообразныеиВодоросли

#### Диатомовые водоросли
- Ellerbeckia arenaria
- Акантоцерас Захариаса (лат. Acanthoceras Zachariasii)
- Пиннулария завитошовная (лат. Pinnularia streptoraphe)
- Нейдиум двуузелковый (лат. Neidium binodis)
- Брахизира серийная (лат. Brachysira serians)
- Диатома зимняя (лат. Diatoma hiemalis)
- Диатома среднезубчатая (лат. Diatoma mesodon)
- Ханнанеа аркообразная (лат. Hanneae arcus)
- Гомфонема Клеве (лат. Gomphonema clevei)

#### Жёлто-зелёные водоросли
- Вошерия отвёрнутая (лат. Vaucheria aversa)
- Вошерия шлейхера (лат. Vaucheria schleicheri)

#### Красные водоросли
- Хилбденбрандтия красная (лат. Hildenbrandia rubra)
- Батрахоспермум чётковидный (лат. Batrachospermum moniliforme)

#### Бурые водоросли
- Фукус пузырчатый (лат. Fucus vesiculosus)
- Ральфсия бородавчатая (лат. Ralfsia verrucosa)
- Псевдолитодерма слегка растянутая (лат. Pseudolithoderma subextensum)
- Элахиста фукусовая (лат. elachista fucicola)
- Стиктиосифон скрученный (лат. Stictyosiphon tortilis)
- Диктиосифон укроповидный (лат. Dyctyosiphon foeniculaceus)

#### Печёночники
- Меркия зимующая (лат. Moerckia hibernica)
- Леженеа полостнолистная (лат. Lejeunea cavifolia)
- Фрулляния расширенная (лат. Frullania dilatata)
- Мецгерия вильчатая (лат. Metzgeria furcata)
- Марсупелла опаленная (лат. Marsupella sphacelata)
- Анастрофилл наскальный (лат. Anastrophyllum saxicola)
- Лейоколеа разнопобеговая (лат. Leiocolea heterocolpos)
- Милия Тэйлора (лат. Mylia taylorii)
- Арнеллия финская (лат. Arnellia fennica)
- Баццания трёхлопастная (лат. Bazzania trilobata)
- Риччиокарп плавающий (лат. Ricciocarpos natans)
- Риччия пористая (лат. Riccia cavernosa)

#### Сине-зелёные водоросли
- Планктотриксс красноватый (лат. Planktothrix rubescens)
- Стигонема необыкновенная (лат. Stigonema mirabilis)
- Гиелла наибольшая (лат. Hyella maxima)
- Микрокроцис песчаный (лат. Microcrocis sabulicola)
- Сноуелла финская (лат. Snowella fennica)
- Воронихиния карельская (лат. Woronichinia karelica)
- Кластидиум щетинконосный (лат. Clastidium setigerum)
- Хамекаликс Свиренко (лат. Chamaecalyx swirenkoi)
- Цианодиктион сетчатый (лат. Cyanodictyon reticulatum)
- Радиоцистис парный (лат. Radiocystis geminata)
- Анабена изогнутая (лат. Anabaena curva)
- Анабена эллипсоидная (лат. Anabaena ellipsoides)
- Анабена Седова (лат. Anabaena sedovii)
- Анабена украинская (лат. Anabaena ucrainica)
- Анабенопсис Исаченко (лат. Anabaenopsis issatschenkoi)
- Афанизоменон извилистый (лат. Aphanizomenon flexuosum)
- Цилиндроспермопсис Рациборского (лат. Cylindrospermopsis raciborskii)
- Нодулярия толстая (лат. Nodularia crassa)
- Носток сливовидный
- Фортия исчерченная (лат. Fortiea striatula)

#### Зелёные водоросли
- Кладофора эгагропильная
- Кладофора базальноветвистая (лат. Cladophora basiramosa)
- Геникулярия элегантная (лат. Genicularia elegans)
- Геникулярия спиротениевая (лат. Genicularia spirotaenia)
- Космариум крупнейший (лат. Cosmarium praegrande)
- Космариум перешеечный (лат. Cosmarium isthmium)
- Гонатозигон Бребиссона (лат. Gonatozygon brebissonii)
- Микрастериас Дженнера (лат. Micrasterias jenneri)
- Микрастериас магабулешваренский (лат. Micrasterias mahabuleshwarensis)
- Мужоция изменяющаяся (лат. Mougeotia varians)
- Плевротениум палковидный (лат. Pleurotaenium baculoides)
- Спирогира сетчатая (лат. Spirogyra reticulata)
- Спирогира толстоватая (лат. Spirogyra subcrassa)
- Спирогира тройчатая (лат. Spirogyra ternata)
- Спирогира удивительная (лат. Spirogyra mirabilis)
- Спирогира связанная (лат. Spirogyra colligata)
- Спиротения торфяная (лат. Spirotaenia turfosa)
- Стауродесмус пухлый (лат. Staurodesmus tumidus)
- Triploceras gracile
- Ксантидиум пучковатый (лат. Xanthidium fasciculatum)
- Зигнема темноспоровая (лат. Zygnema peliosporum)
- Клостериум своеобразноспоровый (лат. Closterium idiosporum)
- Клостериум Нордстедта (лат. Closterium nordstedtii)

#### Харовые водоросли
- Chara canescens
- Chara braunii
- Chara hispida
- Chara rudis
- Chara strigosa
- Chara tomentosa
- Nitella syncarpa
- Nitellopsis obtusa
- Tolypella nidifica

#### Мхи
- Зелигерия согнутоножковая (лат. Seligeria campylopoda)
- Ракомитриум шерстистый (лат. Racomitrium lanuginosum)
- Гриммия высокая (лат. Grimmia elatior)
- Гриммия Рамонда (лат. Grimmia ramondii)
- Гетерокладий диморфный (лат. Heterocladium dimorphum)
- Плагиотеций скрытный (лат. Plagiothecium latebricola)
- Мириния подушковидная (лат. Myrinia pulvinata)
- Пилезия Селвина (лат. Pylaisia selwynii)
- Дихелима волосовидная (лат. Dichelyma capillaceum)
- Гомалотеций шелковистый (лат. Homalothecium sericeum)
- Ринхостегий стенной (лат. Rhynchostegium murale)
- Брахитеций полевой (лат. Brachythecium campestre)
- Псевдосклероподий чистый (лат. Pseudoscleropodium purum)
- Палюстриелла изменчивая (лат. Palustriella decipiens)
- Пеликий маленький (лат. Pelekium minutulum)
- Туидий нежнейший (лат. Thuidium delicatulum)
- Улота курчавая (лат. Ulota crispa)
- Ортотрих карликовый (лат. Orthotrichum pumilum)
- Вейзия спорная (лат. Weissia controversa)
- Тортула языковидная (лат. Tortula lingulata)
- Сплахнум черностебельный (лат. Splachnum melanocaulon)
- Меезия топяная (лат. Meesia uliginosa)
- Меезия длинноножковая (лат. Meesia longiseta)
- Катоскопий чернеющий (лат. Catoscopium nigritum)
- Амфидий лапландский (лат. Amphidium lapponicum)
- Фиссиденс сомнительный (лат. Fissidens dubius)
- Фиссиденс ключевой (лат. Fissidens fontanus)
- Фиссиденс тонкий (лат. Fissidens exilis)
- Онгстремия длинноножковая (лат. Aongstroemia longipes)
- Мниум годовалый (лат. Mnium hornum)
- Плагиомниум Драммонда (лат. Plagiomnium drummondii)
- Аулакомниум обоеполый (лат. Aulacomnium androgynum)
- Архидий очереднолистный (лат. Archidium alternifolium)
- Дисцелий голый (лат. Discelium nudum)
- Фискомитрелла раскрытая (лат. Physcomitrella patens)
- Сфагнум блестящий (лат. Sphagnum subnitens)
- Сфагнум мелкозубчатый (лат. Sphagnum auriculatum)
- Сфагнум Онгстрема (лат. Sphagnum aongstroemii)
- Сфагнум красивый (лат. Sphagnum pulchrum)
- Сфагнум болотный (лат. Sphagnum palustre)
- Атрих жёлтоножковый (лат. Atrichum flavisetum)
- Политрихастр альпийский (лат. Polytrichastrum alpinum)

### Грибыилишайники

#### Слизевики
- Physarum globuliferum
- Physarum flavidum
- Physarum auriscalpium
- Physarum alpinum
- Диахеа великолепная (лат. Diachea splendens)
- Дидерма Тревелиана (лат. Diderma trevelyanii)
- Diderma niveum
- Дидерма цветковая (лат. Diderma floriforme)
- Didymium serpula
- Lepidoderma tigrinum
- Lepidoderma carestianum
- Comatricha longipila
- Colloderma oculatum
- Стемонитис великолепный (лат. Stemonitis splendens)
- Cribraria purpurea
- Lindbladia tubulina
- Trichia alpina

#### Аскомицеты
- Лобария ямчатая (лат. Lobaria scrobiculata)
- Лобария лёгочная
- Пельтигера холмовая (лат. Peltigera collina)
- Пельтигера Дегена (лат. Peltigera degenii)
- Пельтигера шероховатая (лат. Peltigera scabrosa)
- Нефрома арктическая (лат. Nephroma arcticum)
- Нефрома красивая (лат. Nephroma bellum)
- Нефрома перевернутая (лат. Nephroma resupinatum)
- Кладония крупнолистная (лат. Cladonia macrophylla)
- Лептогиум Исаченко (лат. Leptogium issatschenkoi)
- Лептогиум тонкий (лат. Leptogium subtile)
- Лептогиум лишайниковидный (лат. Leptogium lichenoides)
- Коллема Бахмана (лат. Collema bachmanianum)
- Коллема чешуйчатая (лат. Collema furfuraceum)
- Коллема почти чернеющая (лат. Collema subnigrescens)
- Пармелиелла трехлистная (лат. Parmeliella triptophylla)
- Протопаннария пецицевидная (лат. Protopannaria pezizoides)
- Плевростикта блюдчатая (лат. Pleurosticta acetabulum)
- Вульпицида можжевельниковая (лат. Vulpicida juniperinus)
- Менегацция пробуравленная (лат. Menegazzia terebrata)
- Цетрариелла Делиса (лат. Cetrariella delisei)
- Алектория усатая (лат. Alectoria sarmentosa)
- Арктопармелия центробежная (лат. Arctoparmelia centrifuga)
- Арктопармелия извилистая (лат. Arctoparmelia incurva)
- Бродоа кишковидная (лат. Brodoa intestiniformis)
- Пармелия обманная (лат. Parmelia fraudans)
- Цетрария зубчиковая (лат. Cetraria odontella)
- Неофусцелия косая (лат. Neofuscelia loxodes)
- Неофусцелия тёмно-бурая (лат. Neofuscelia pulla)
- Эверния растопыренная (лат. Evernia divaricata)
- Флавоцетрария снежная (лат. Flavocetraria nivalis)
- Флавопармелия козлиная
- Гипотрахина отогнутая (лат. Hypotrachyna revoluta)
- Меланелия печёночная (лат. Melanelia hepatizon)
- Меланелия смешанная (лат. Melanelia commixta)
- Меланелия соредиозная (лат. Melanelia sorediata)
- Меланелия мрачная (лат. Melanelia stygia)
- Бриория стальная (лат. Bryoria chalybeiformis)
- Бриория сивоватая (лат. Bryoria subcana)
- Бриория Надворника (лат. Bryoria nadvornikiana)
- Рамалина балтийская (лат. Ramalina baltica)
- Рамалина чашечковидная (лат. Ramalina calicaris)
- Рамалина разорванная (лат. Ramalina dilacerata)
- Рамалина ясеневая (лат. Ramalina fraxinea)
- Рамалина ниточная (лат. Ramalina thrausta)
- Умбиликария жестковолосистая (лат. Umbilicaria hirsuta)
- Умбиликария хоботковая (лат. Umbilicaria proboscidea)
- Умбиликария северная (лат. Umbilicaria hyperborea)
- Умбиликария многокорешковая (лат. Umbilicaria polyrrhiza)

#### Базидомицетыилибазидиальные грибы
- Энтолома стальная (лат. Entoloma chalybaeum)
- Энтолома седая
- Энтолома дубовая (лат. Entoloma querquedula)
- Энтолома млечниковидная (лат. Entoloma lactarioides)
- Энтолома красношляпковая (лат. Entoloma rhodocylix)
- Энтолома блестящая (лат. Entoloma nitidum)
- Неогигроцибе щелочная (лат. Neohygrocybe nitrata)
- Куфофилл Беркли (лат. Cuphophyllus berkeleyi)
- Глиофор мелковатый (лат. Gliophorus subminutulus)
- Псевдогигроцибе кальцефильная (лат. Pseudohygrocybe calciphila)
- Псевдогигроцибе лисичковая
- Псевдогигроцибе перетянуто-споровая (лат. Pseudohygrocybe constrictospora)
- Псевдогигроцибе тёмно-алая (лат. Pseudohygrocybe phaeococcinea)
- Псевдогигроцибе пунцовая (лат. Pseudohygrocybe punicea)
- Гигрофор гиацинтовый (лат. Hygrophorus hyacinthinus)
- Гигрофор Корхонена (лат. Hygrophorus korhonenii)
- Гигрофор пупырчатый (лат. Hygrophorus pustulatus)
- Гигрофор пепельно-белый (лат. Hygrophorus tephroleucus)
- Плютей ивовый
- Плютей кожистый
- Плютей зонтичный
- Плютей Ромелла
- Гемифолиота бело-мелкогородчатая (лат. Hemipholiota albocrenulata)
- Панеол лосиный (лат. Panaeolus alcidis)
- Псилоцибе чешуйчатая (лат. Psilocybe squamosa)
- Строфария белоблестящая (лат. Stropharia albonitens)
- Мицена синеножковая (лат. Mycena cyanorrhiza)
- Мицена багровоцветная (лат. Mycena pelianthina)
- Гоенбуелия расплывающаяся (лат. Hohenbuehelia fluxilis)
- Негниючник болотный(лат. Marasmius limosus)
- Рипартитес бахромчатоокаймленный (лат. Ripartites tricholoma)
- Рядовка огромная (лат. Tricholoma colossus)
- Рядовка голубиная (лат. Tricholoma columbetta)
- Лейкопаксил гигантский
- Лимацелла запачканный
- Лимацелла липкая
- Цистодерма переменчивая (лат. Cystolepiota adulterina)
- Цистодерма благоуханная (лат. Cystoderma ambrosii)
- Лепиота каштановая
- Лепиота тонковойлочная (лат. Lepiota tomentella)
- Вёшенка зачехлённая (лат. Pleurotus calyptratus)
- Филотопсис гнездящийся (лат. Phyllotopsis nidulans)
- Лентинус ароматнейший (лат. Lentinus suavissimus)
- Млечник полукровоточащий (лат. Lactarius semisanguifluus)
- Сыроежка острая (лат. Russula drimeia)
- Сыроежка липкая (лат. Russula viscida)
- Сыроежка мучнистая (лат. Russula farinipes)
- Сыроежка лавровишневая (лат. Russula laurocerasi)
- Сыроежка гладкокожая (лат. Russula mustelina)
- Сыроежка гребенчатовидная (лат. Russula pectinatoides)
- Сыроежка бугристая (лат. Russula torulosa)
- Сыроежка Поста (лат. Russula postiana)
- Сыроежка золотисто-жёлтая
- Звездовик сводчатый (лат. Geastrum fornicatum)
- Звездовик наименьший (лат. Geastrum minimum)
- Звездовик гребенчатый (лат. Geastrum pectinatum)
- Гебелома неприятная (лат. Hebeloma ingratum)
- Волоконница темноволосая (лат. Inocybe cincinnata)
- Волоконница табачная (лат. Inocybe tabacina)
- Волоконница земляная (лат. Inocybe terrigena)
- Волоконница красно-буроокрашенная (лат. Inocybe cervicolor)
- Волоконница смешанная (лат. Inocybe mixtilis)
- Волоконница придатковая (лат. Inocybe appendiculata)
- Белопаутинник клубненосный (лат. Leucocortinarius bulbiger)
- Феоколлибия Дженни (лат. Phaeocollybia jennyae)
- Феоколлибия траурная (лат. Phaeocollybia lugubris)
- Паутинник багряный разновидность бледно-багряная (лат. Cortinarius purpurascens Fr. var. subpurpurascens)
- Паутинник красноватый
- Паутинник скошенный (лат. Cortinarius valgus)
- Паутинник вечерний (лат. Cortinarius vespertinus)
- Паутинник элегантный (лат. Cortinarius elegantior)
- Паутинник разноспоровый (лат. Cortinarius heterosporus)
- Гимнопил сверкающий (лат. Gymnopilus fulgens)
- Галерина сфагнолюбивая (лат. Galerina sphagnicola)
- Галерина разноспоровая (лат. Galerina allospora)
- Подосиновик белый
- Гиродон серо-фиолетовый
- Гиродон синеющий